# Maksymilian Piotrowski

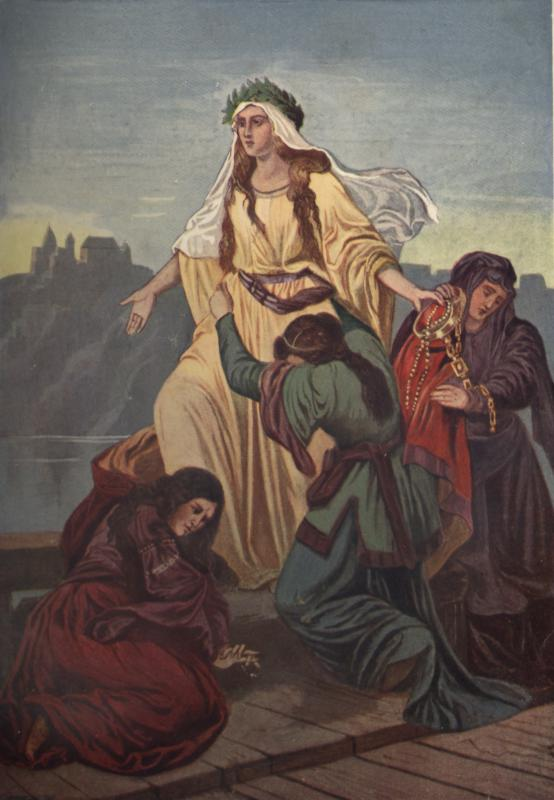
Obraz Piotrowskiego Śmierć Wandy.
Ilustracja z książki Dzieje Polski z 1909 roku zatytułowana:
Wanda, córka Krakusa, rzuca się w nurty Wisły.

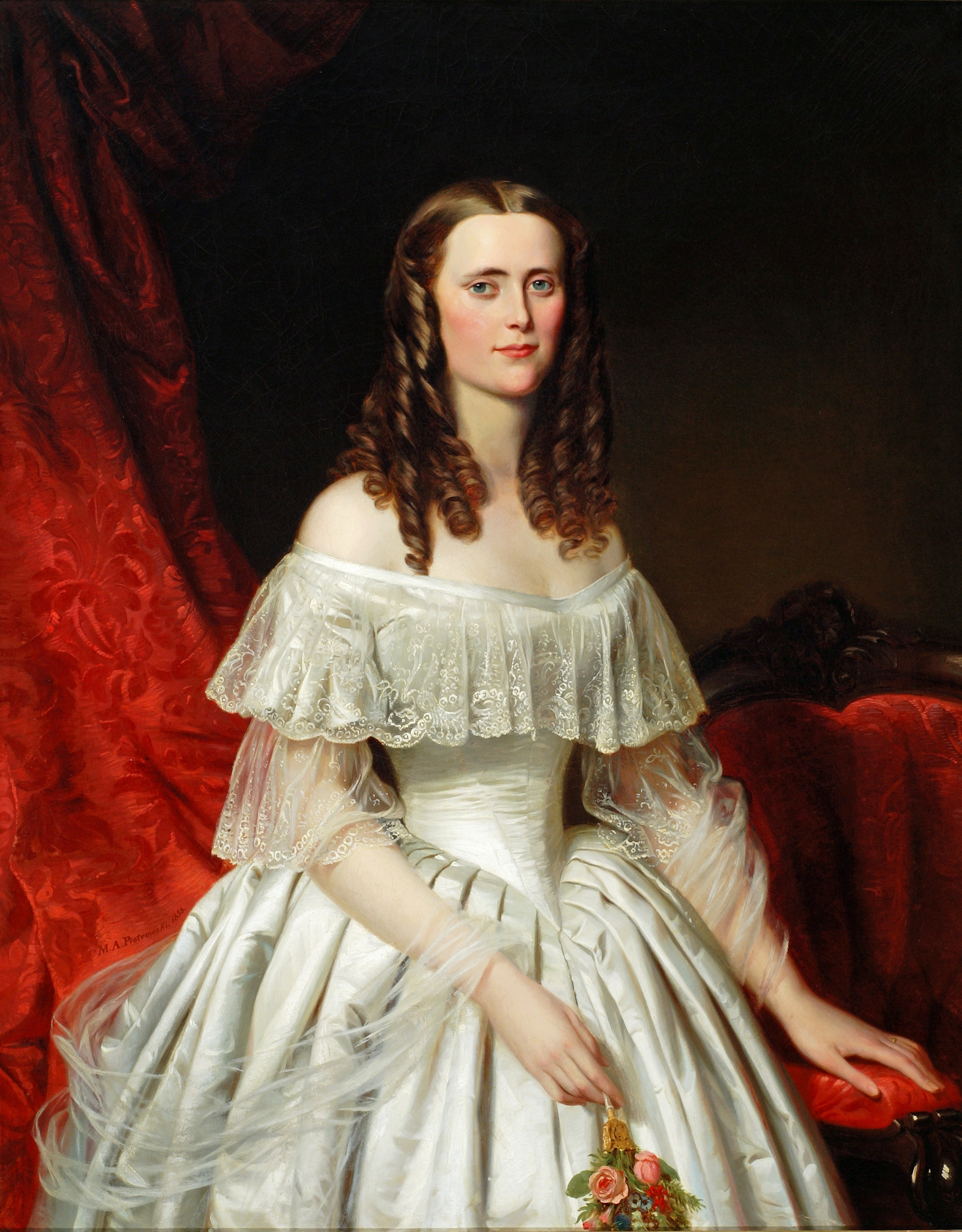
Portret damy w białej sukni (1858) Muzeum Okręgowe im. Leona Wyczółkowskiego w Bydgoszczy

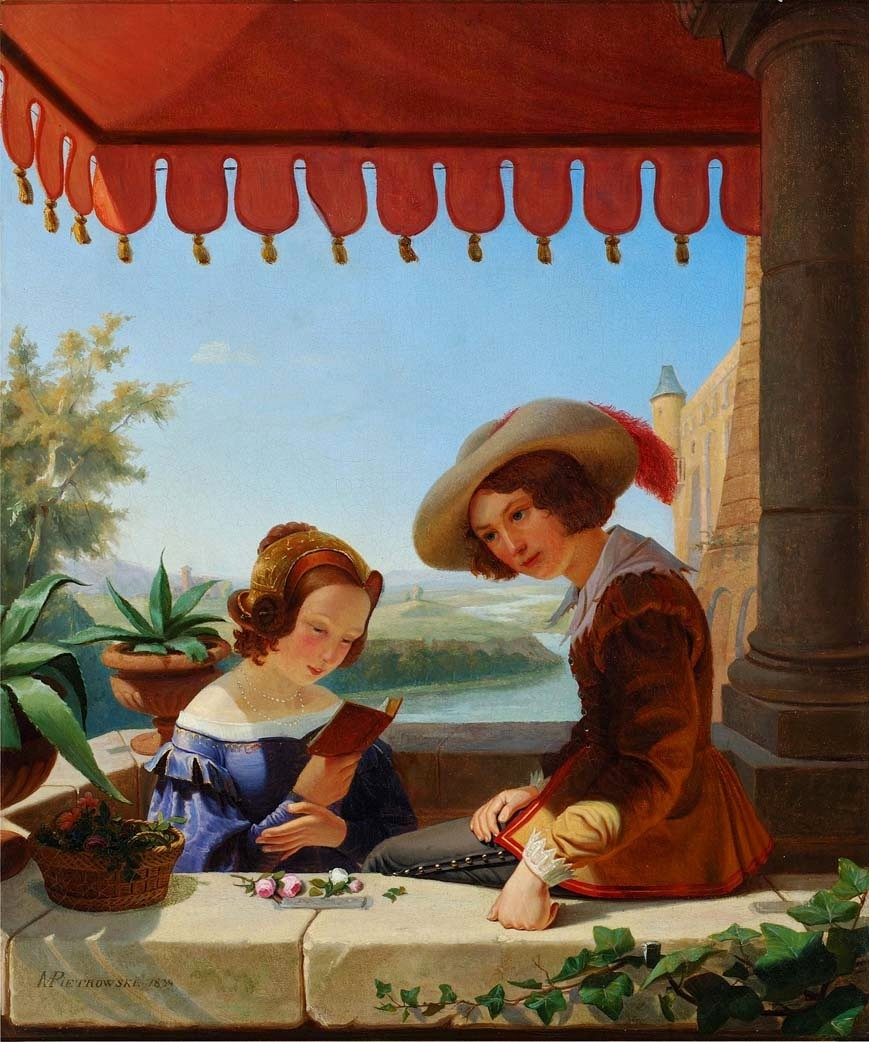
Scena balkonowa – portret rodzeństwa artysty (1839) Muzeum Okręgowe im. Leona Wyczółkowskiego w Bydgoszczy

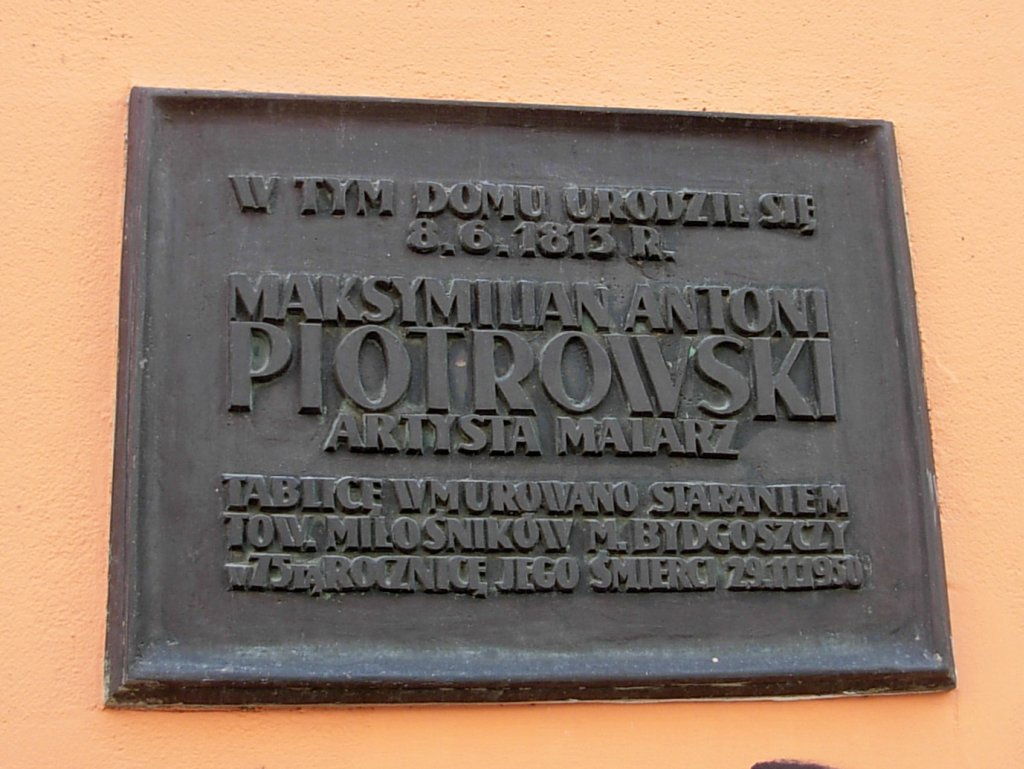
Tablica pamiątkowa na fasadzie domu rodzinnego przy ul. Długiej 22 w Bydgoszczy

Maksymilian Antoni Piotrowski (ur. 8 czerwca 1813 w Bydgoszczy, zm. 29 listopada 1875 w Królewcu) – polski malarz, profesor Akademii Sztuk Pięknych w Królewcu.

## Życiorys
Był synem Andrzeja, właściciela piekarni przy ul. Długiej i Teresy z Baranowskich, którzy w 1812 przenieśli się z Koronowa do Bydgoszczy. Młodość przeżył w rodzinnym mieście, pod zaborem pruskim.
Po ukończeniu szkół w rodzinnym mieście wyjechał w 1833 do Berlina, gdzie podjął studia malarskie w Akademii Sztuk Pięknych. Od 1835 studiował malarstwo historyczne pod kierunkiem Wilhelma Hensla. Ukończywszy w 1838 studia w Berlinie, udał się na wędrówkę artystyczną po Niemczech. Dotarł do Düsseldorfu, gdzie kontynuował studia pod kierunkiem Wilhelma von Schadowa – członka grupy Nazareńczyków, która pseudoklasycyzmowi przeciwstawiała program wiążący treści romantyczne z nawrotem do form włoskiego quattrocento.
Dla dopełnienia swojej artystycznej edukacji jesienią 1842 udał się do Włoch. Nieco dłużej zatrzymał się w Rzymie, a następnie wiosną 1843 wyruszył na wędrówkę po Italii. Zafascynowany włoskim krajobrazem, malował liczne sceny z życia, które później eksponował na jednym ze swych berlińskich wernisaży (1844). Po wyjeździe z Włoch zatrzymał się w Monachium, nawiązując tu kontakty artystyczne z Peterem von Corneliusem, a przede wszystkim z W. Kaulbachem, wybitnym malarzem scen historycznych.
Na początku 1844 wrócił do Berlina, zamykając okres studiów. Lata 1844–1847 spędził tamże. Pracował wtedy m.in. nad monumentalnym dziełem historycznym, przedstawiającym epizod wojny anglo-afgańskiej, które zlecił mu William Empton. Śmierć mecenasa sprawiła, iż zrealizowane zostało tylko w kartonie, który eksponowano na wystawie w Berlinie (1846). Po tym częściowym sukcesie w zakresie malarstwa historycznego powrócił do tematyki o charakterze „dolce far niente”.
W 1848 został aresztowany za udział w manifestacji wolnościowej „Wiosny Ludów” w Berlinie. Uczestniczył również w wydarzeniach 1848 w Bydgoszczy i Poznaniu. Wydarzeniom tym poświęcił szereg rysunków. Jego dzieła malarskie z tego okresu noszą tytuły: Rewolucjonista, Na barykadach, Wiosna Ludów 1848 roku. Upadek rewolucji w 1848 i brak możliwości rozwoju twórczego w rodzinnych stronach sprawiły, że powrócił do Berlina. Już jednak w 1849 przeniósł się do Królewca, dokąd powołano go na stanowisko profesora w Akademii Sztuk Pięknych (niem. Preussische Akademie der Künste).
Tam przez 26 lat prowadził klasę rysunku gipsów antycznych. W 1853 ozdobił plafon środkowego pokoju królewskiej poczekalni dworca królewieckiego alegorią przedstawiającą dobrodziejstwa kolei żelaznej dla kraju. Duży rozgłos przyniosły mu również polichromie w auli Uniwersytetu Albrechta w Królewcu, wykonane w latach 1861–1872 wespół z G. Grafem.
W 1856 Piotrowski wysłał na wystawę krakowskiego Towarzystwa Przyjaciół Sztuk Pięknych obrazy Narodzenie Chrystusa i Zaproszenie na rendez vous, inaugurując w ten sposób niemal coroczną obecność w ekspozycjach Towarzystwa. Odbył też wtedy podróż do Krakowa przez Warszawę i Częstochowę. W 1858 r. wystawił w Towarzystwie Przyjaciół Sztuk Pięknych obraz Śmierć Wandy, który przyniósł mu wielki rozgłos i uznanie polskiej i niemieckiej krytyki. W 1864 wystawił w Berlinie obraz Maria Antonina z Delfinem w więzieniu w Temple, który w trzy lata później został pokazany w Krakowie. W okresie powstania styczniowego królewiecka pracownia Piotrowskiego skupiała tamtejszych Polaków. Powstaniu z 1863 poświęcił kilka swoich obrazów.
Przynależność narodowa sztuki Piotrowskiego była przedmiotem długotrwałych sporów nauki polskiej i niemieckiej. Sam malarz, żyjący i tworzący w etnicznie obcym środowisku, nigdy nie zaparł się swej polskości. Wśród jego dzieł jest cały szereg poświęconych tematyce polskiej, na przykład Przed bitwą grunwaldzką, Jagiełło u łoża umarłej Jadwigi, Epizod z powstania styczniowego i inne. Ilekroć pisał w języku niemieckim o swojej rodzinnej Bydgoszczy, zawsze używał nazwy Bydgoszcz – nigdy Bromberg.
O uczuciowych związkach Piotrowskiego z Bydgoszczą i rodzinnym regionem świadczą obrazy Chłopcy przy zabawie na tle ruin zamku bydgoskiego, Spotkania kujawskie, Taniec flisaków na łodzi, Wieczerza flisaków, portrety ojca, matki, siostry, brata, portret rodziny Przed udaniem się do kościoła i inne. Obraz jego pędzla Święty Idzi zachował się w kościele jezuitów w Bydgoszczy, a Madonna Niepokalanego Poczęcia, wykonana ongiś dla kościoła pojezuickiego w Bydgoszczy, została umieszczona w głównym ołtarzu kościoła Świętych Piotra i Pawła.
Po śmierci jego ciało sprowadzono do Bydgoszczy i pochowano w grobowcu rodzinnym na cmentarzu Starofarnym.

## Działalność
Maksymilian Piotrowski był profesorem malarstwa w Królewcu. W ciągu swego życia namalował około 200 obrazów. W Berlinie miał na niego wpływ sentymentalizm historyczny szkoły düsseldorfskiej. Obrazy Piotrowskiego są dobrze rysowane, poprawne i bardzo przez współczesnych były cenione, czego dowodzi choćby mianowanie go profesorem Akademii Sztuk Pięknych w Królewcu, gdzie pozostał do śmierci. Dla tamtejszej auli uniwersyteckiej artysta wykonał sławną polichromię, wyobrażającą alegorię filozofii, historii, matematyki.
Malował obrazy historyczne, sceny rodzajowe i religijne oraz portrety. Posługiwał się techniką olejną, pastelową i akwarelą. Namalował szkic olejny (Głowa Żyda z Salonik), sceny rodzajowe (Flisacy na Niemnie), portrety, obrazy i kompozycje historyczne (Śmierć Wandy w Muzeum Narodowym w Krakowie), „Ludwik XV i pani Pompadour”. O zdolnościach portretowych Piotrowskiego dobrze świadczy autoportret artysty.
Liczne dzieła Piotrowskiego znajdują się za granicą, z polskich wymienić należy: Rozłączenie Marii Antoniny z młodym Delfinem w więzieniu w Temple w Galerii Mielżyńskich w Poznaniu. Największą kolekcję prac malarza (kilkadziesiąt) posiada Muzeum Okręgowe w Bydgoszczy.
Według Tadeusza Dobrowolskiego, dyrektora Muzeum Narodowego w Krakowie w latach 1850–1875 Maksymilian Piotrowski należał do najpopularniejszych malarzy polskich i choć był profesorem niemieckiej akademii – czuł po polsku i po motywy malarskie zwracał się najczęściej do swego rodzinnego kraju.

## Zbiory
Badania nad postacią Piotrowskiego zapoczątkował w okresie międzywojennym archiwariusz bydgoski, Zygmunt Malewski. Dopiero po II wojnie światowej ukazała się o Piotrowskim dość obszerna literatura.
W 1925, w 50. rocznicę śmierci, urządzono w Bydgoszczy wystawę prac zapomnianego prawie zupełnie artysty. W salach Muzeum Miejskiego prezentowano wówczas 92 prace malarza. w okresie międzywojennym muzeum bydgoskie prowadziło akcję kolekcjonowania prac Piotrowskiego. Do 1939 zgromadzono przeszło 100 obrazów olejnych, akwarelowych, temperowych i rysunków pochodzących z darów i zakupów.
Radca Adam Logi z Poznania w 1927 podarował portret Wilhelma Schadowa, scenę balkonową, portret rodzeństwa i portret matki artysty (malowane w 1848). Z kolei ks. prałat Tadeusz Malczewski przekazał obraz olejny Św. Salomea, malowany w 1837 dla kościoła farnego w Bydgoszczy, zaś w 1936 Pelagia Thierlingowa ofiarowała Autoportret z paletą malowany w 1849. W 1928 muzeum zakupiło kilka obrazów olejnych (portret siostry artysty, spoczynek i rewolucjonista – studium), a w 1934 portret kobiecy w białej sukni.
Niestety, wiele dzieł Piotrowskiego zostało zniszczonych w ostatnich dniach okupacji hitlerowskiej. Muzeum straciło 113 prac, w tym 33 obrazy olejne, 3 akwarele, 1 temprę, 3 tusze oraz 73 szkice i rysunki, uratowano zaś jedynie 10 obrazów Piotrowskiego. Po II wojnie światowej Muzeum Okręgowe w Bydgoszczy otrzymało od Poznańskiego Towarzystwa Przyjaciół Nauk w stały depozyt 50 prac bydgoskiego malarza. W 2000 roku, nie licząc depozytu, kolekcja Piotrowskiego zawiera 21 prac malarskich oraz 13 rysunków i szkiców.

## Uhonorowanie artysty
W okresie międzywojennym archiwariusz Zygmunt Malewski ustalił przy pomocy księdza Heimanna, proboszcza kościoła pojezuickiego, że Piotrowski urodził się w domu przy ulicy Długiej 22. Towarzystwo Miłośników Miasta Bydgoszczy ufundowało renowację nagrobka malarza oraz tablicę pamiątkową na rodzinnej kamienicy malarza. W grudniu 1925 odbyły się w Bydgoszczy uroczystości związane z 50. rocznicą śmierci Piotrowskiego. Wygłoszono odczyty Epoka M. A. Piotrowskiego w malarstwie polskim oraz M. A. Piotrowski zapomniany malarz z Bydgoszczy, a także otwarto wystawę jego dzieł, których nie widziano dotąd nigdzie ani za życia ani też po jego śmierci. W 1926 wystawa była prezentowana również w Toruniu, gdzie cieszyła się dużym zainteresowaniem zwiedzających.
26 listopada 1950, w 75. rocznicę śmierci, odtworzono z inicjatywy Zarządu Towarzystwa Miłośników Miasta Bydgoszczy tablicę pamiątkową w ścianie jego rodzinnego domu przy ulicy Długiej 22. Imię artysty nosi także jedna z ulic w Śródmieściu Bydgoszczy.
Wystawę dzieł artysty prezentowało wielokrotnie Muzeum Okręgowe w Bydgoszczy, m.in. w latach: 1948, 1963, 1970–1972, 1995. Kolejne uroczystości związane z otwarciem wystawy jego prac odbyły się w roku 2000 z okazji 125. rocznicy śmierci artysty.